# IL Hødd
IL Hødd – norweski klub sportowy z Ulsteinvik. Założony w 1919 roku, ma sekcje dla drużyny piłki ręcznej, gimnastyki oraz piłki nożnej. Najbardziej znana jest męska drużyna piłki nożnej, która rozgrywa swoje mecze na Høddvoll Stadion.
Hødd obecnie gra w trzeciej lidze norweskiej - 2. divisjon. Zespół ten zdobył Puchar Norwegii w 2012, dzięki czemu wystąpi w kwalifikacjach do Ligi Europy 2013/14 od drugiej rundy.

## Sukcesy
- Puchar Norwegii (1): 2012

## Europejskie puchary
Legenda do wszystkich tabel:
- Q – runda eliminacyjna, 1/16, 1/8, 1/4, 1/2 – odpowiednia faza rozgrywek, Grupa – runda grupowa, 1r gr – pierwsza runda grupowa, 2r gr – druga runda grupowa, F – finał, R – runda, PO – play-off
- k. – rzuty karne, los. – losowanie, Dogr. – dogrywka, w. – zasada bramek strzelonych na wyjeździe

| Sezon   | Rozgrywki   | Runda | Przeciwnik | Dom | Wyjazd | Ogólnie |
| ------- | ----------- | ----- | ---------- | --- | ------ | ------- |
| 2013/14 | Liga Europy | 2Q    | FK Aktöbe  | 1–0 | 0–2    | 1–2     |